# Madness
A Madness egy brit ska együttes Londonból. Az együttest 1976-ban alapították. Egyik legnagyobb sikert hozó albumuk az 1982-ben megjelent The Rise & Fall, amely szerepel az 1001 lemez, amit hallanod kell, mielőtt meghalsz című könyvben.

## Diszkográfia
- One Step Beyond... (1979)
- Absolutely (1980)
- 7 (1981)
- The Rise & Fall (1982)
- Keep Moving (1984)
- Mad Not Mad (1985)
- The Madness (1988)
- Wonderful (1999)
- The Dangermen Sessions Vol. 1 (2005)
- The Liberty of Norton Folgate (2009)
- Oui Oui Si Si Ja Ja Da Da (2012)
- Can't Touch Us Now (2016)

## Fordítás
- Ez a szócikk részben vagy egészben  a   Madness (band) című angol Wikipédia-szócikk fordításán alapul.  Az eredeti cikk szerkesztőit annak laptörténete sorolja fel. Ez a jelzés csupán a megfogalmazás eredetét és a szerzői jogokat jelzi, nem szolgál a cikkben szereplő információk forrásmegjelöléseként.